# تئوری توطئه پیرامون مرگ آدولف هیتلر

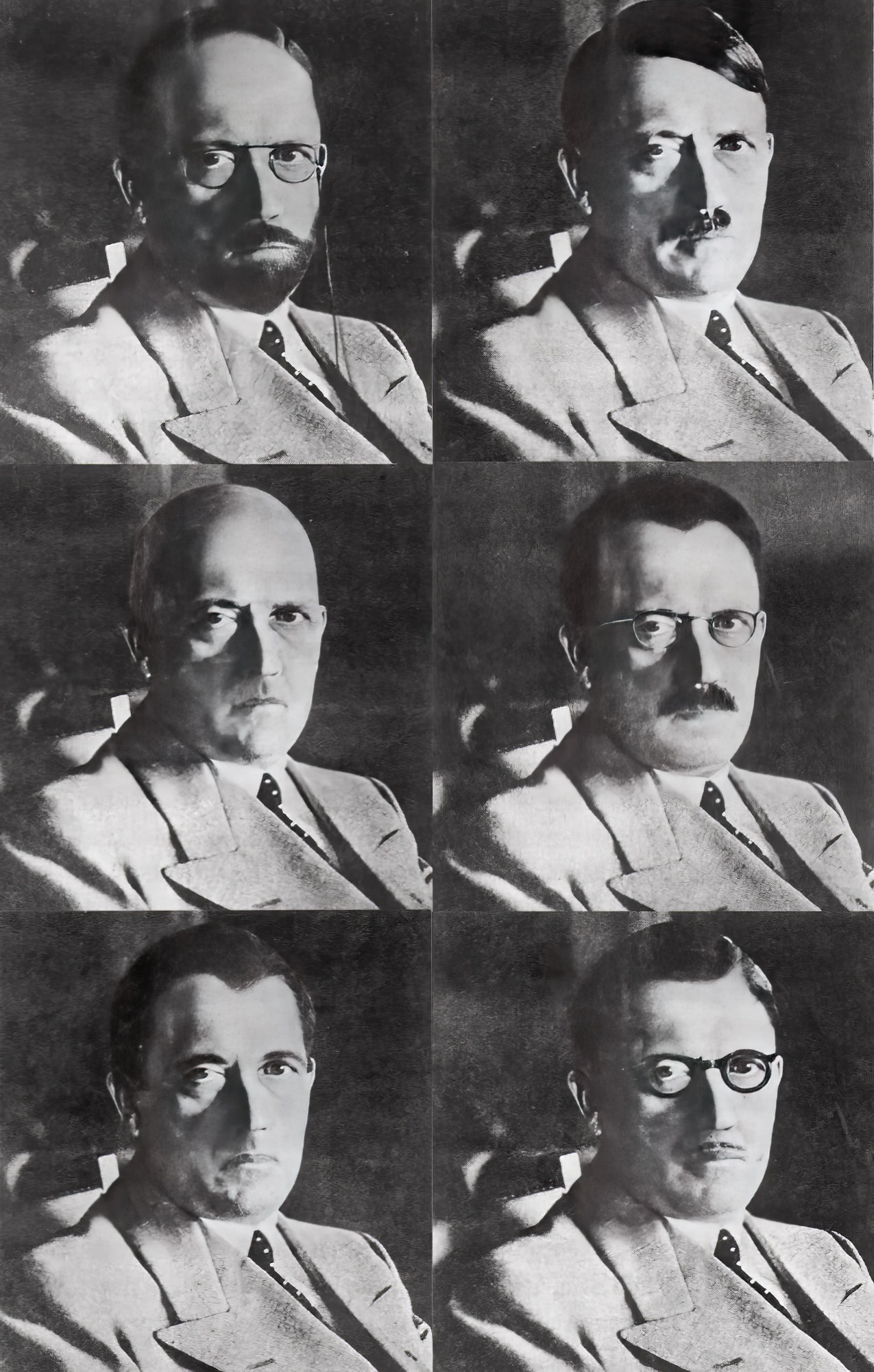
تئوری توطئه پیرامون مرگ آدولف هیتلر

با وجود اینکه اکثر تاریخ‌نگاران خودکشی هیتلر و اوا براون در تاریخ ۳۰ آوریل ۱۹۴۵ را تأیید می‌کنند، چند نظر در مورد زنده ماندن هیتلر و براون وجود دارد.

## فرار به آرژانتین
سایمون دانستون و ژرارد ویلیامز در کتاب گرگ خاکستری: فرار آدولف هیتلر اشاره می‌کنند که هیتلر و اوا براون خودکشی نکردند بلکه به آرژانتین فرار کردند و ۱۰ کیلومتری باریلوچه تا اوائل دهه ۶۰ میلادی زندگی کردند. این روایت توسط تاریخ‌نگاران دیگر که به خودکشی این دو در آخرین روزهای جنگ جهانی دوم باور دارند رد شده‌است. اعتبار این روایت از آن جهت است که هیچ عکسی از جسد اوا براون وجود ندارد، و عکس‌های کمی که از جسد هیتلر وجود دارند عکس‌هایی از چند نفر هستند که همگی سیبیل هیتلر را دارا هستند. این دو تاریخ‌نگار ادعا می‌کنند که جسدهای سوزانده شده در برلین متعلق به هیتلر و براون نیستند بلکه متعلق به بدل‌های قربانی شده هستند.

## فرار به برزیل
در کتاب هیتلر در برزیل: زندگی و مرگ او عنوان شده‌است که هیتلر ابتدا به آرژانتین، پاراگوئه و سپس به برزیل فرار کرد و تا سن ۹۵ سالگی (سال ۱۹۸۴ میلادی) در آنجا زندگی کرد. به روایت این کتاب، هیتلر با نام آدولف لایپزیگ در برزیل با دوست دختری سیاه‌پوست زندگی کرده‌است و با نقشه گنجی که اعضای کلیسای واتیکان به او داده بودند در آمریکای جنوبی به دنبال گنج می‌گشته است.

## زنده بودن
در خردادماه ۱۳۹۶ مرد سالخورده‌ای در شهر سالتا در کشور آرژانتین ادعا کرده که رهبر سابق آلمان آدولف هیتلر است که در ۷۰ سال گذشته مخفی شده‌است. این پیرمرد در مصاحبه‌ای با روزنامه ال-پاتریوت گفت که در سال ۱۹۴۵ با پاسپورتی به نام هرمن گونتربرگ از آلمان به آرژانتین مهاجرت کرده‌است. او می‌گوید که پاسپورتش جعلی بوده و از سوی گشتاپو در روزهای آخر جنگ صادر شده و او رهبر سابق نازی‌ها یعنی آدولف هیتلر است.